# Антоніо Лукіч
Антоніо Лукіч (нар. 1992, Ужгород) — український кіно- і телережисер та сценарист.

## Життєпис
Антоніо народився 1992 року в Ужгороді.
У 2011—2015 роках навчався в Київському національному університеті імені Карпенка-Карого (КНУТКТ) й отримав диплом бакалавра за спеціальністю «режисер» (майстерня Володимира Оселедчика).
Перший фільм Антоніо Лукіча «Риби озера Байкал», який вийшов 2014 року, отримав нагороду за найкращий документальний фільм на міжнародному фестивалі CineRail в Парижі.
2016 року Антоніо Лукіч взяв участь у конкурсі короткометражних фільмів «Україна. Шлях до миру», де посів третє місце. За це отримав грошову винагороду в розмірі 50 тисяч гривень, які поклав на депозит до банку. За ці гроші він жив певний час, коли залишив роботу й писав сценарій. Сам Антоніо зізнається, що на 1 000 гривень від прокату за участь в альманасі короткометражок придбав спідню білизну:
|  | Планував їх якось символічно витратити, перші прокатні гроші все-таки. Але врешті купив собі три пари трусів за акцією, а залишок поставив на те, що Вінус Вільямс заб'є першу подачу. Програв |
Улітку 2019 року на Міжнародному кінофестивалі у Карлових Варах на великі екрани вийшов перший повнометражний дебют Антоніо — фільм «Мої думки тихі».

## Фільмографія

### Студентські фільми
- «Чи легко бути молодим?» / «Легко ли быть молодым?» (6 хв., док., 2011)[5]
- «Привіт, сестро!» / «Привет, сестра!» (16 хв., ігровий, 2012)
- «Риби озера Байкал» / «Рыбы озера Байкал» (22 хв., док., 2013)
- «Хто підставив Кіма Кузіна?» / «Кто подставил Кима Кузина» (26 хв., мок., 2014)
- «У Манчестері йшов дощ» / «В Манчестере шел дождь» (2015)[6]

### Велике кіно
| Рік  | Фільм                  | Виступав у ролі: | Виступав у ролі: | Виступав у ролі: | Тип                  |
| Рік  | Фільм                  | Режисера         | Сценариста       | Актора           | Тип                  |
| ---- | ---------------------- | ---------------- | ---------------- | ---------------- | -------------------- |
| 2019 | Мої думки тихі         | Так              | Так              | камео            | Повнометражний фільм |
| 2019 | Королі палат           | Так              |                  |                  | Телесеріал           |
| 2020 | Секс, інста і ЗНО      | Так              |                  | камео            | Вебсеріал            |
| 2022 | Люксембург, Люксембург | Так              | Так              | Н/Д              | Повнометражний фільм |
| TBA  | Мої думки тихі 2       | Так              | Так              | Н/Д              | Повнометражний фільм |

## Нагороди та номінації
| Список нагород та номінацій              | Список нагород та номінацій | Список нагород та номінацій            | Список нагород та номінацій | Список нагород та номінацій | Список нагород та номінацій |
| Нагороди                                 | Рік                         | Категорія                              | Номінована робота           | Результат                   | Джерело                     |
| ---------------------------------------- | --------------------------- | -------------------------------------- | --------------------------- | --------------------------- | --------------------------- |
| Міжнародний кінофестиваль у Санта-Моніці | 2021                        | Найкращий міжнародний ігровий фільм    | Мої думки тихі              | Перемога                    | [ 7 ] [ 8 ]                 |
| Золота дзиґа                             | 2020                        | Найкращий фільм                        | Мої думки тихі              | Перемога                    | [ 9 ] [ 10 ]                |
| Золота дзиґа                             | 2020                        | Найкраща режисура                      | Мої думки тихі              | Номінація                   | [ 9 ] [ 10 ]                |
| Золота дзиґа                             | 2020                        | Найкращий сценарій                     | Мої думки тихі              | Перемога                    | [ 9 ] [ 10 ]                |
| Золота дзиґа                             | 2020                        | Відкриття року                         | Мої думки тихі              | Перемога                    | [ 9 ] [ 10 ]                |
| Премія від «Української правди»          | 2020                        | Митець року                            | Мої думки тихі              | Перемога                    | [ 11 ]                      |
| Кіноколо                                 | 2019                        | Відкриття року                         | Мої думки тихі              | Перемога                    | [ 12 ] [ 13 ]               |
| Кіноколо                                 | 2019                        | Найкраща режисура                      | Мої думки тихі              | Номінація                   | [ 12 ] [ 13 ]               |
| Кіноколо                                 | 2019                        | Найкращий повнометражний ігровий фільм | Мої думки тихі              | Номінація                   | [ 12 ] [ 13 ]               |